# Bulukî, Mirhorod
Bulukî (în ucraineană Булуки) este un sat în așezarea urbană Komîșnea din raionul Mirhorod, regiunea Poltava, Ucraina.

## Demografie
Componența lingvistică a localității Bulukî
     Ucraineană (100%)
Conform recensământului din 2001, toată populația localității Bulukî era vorbitoare de ucraineană (100%).